# 22177 Saotome
22177 Saotome (2000 XS38) là một tiểu hành tinh vành đai chính.